# 30 свиданий
«30 свида́ний» — российский художественный фильм режиссёра Таисии Игуменцевой. Премьера состоялась 4 февраля 2016 года.

## Сюжет
Даша (Наталья Медведева) мечтает о замужестве, но вместо этого её парень Федя предлагает сделать паузу в отношениях. Страдая и не желая с этим смириться, она смотрит онлайн-автотренинг «30 свиданий». Найти 30 мужчин помогает сосед-фотограф Олег (Никита Панфилов), который прячется у Даши от мужа любовницы Лары. Первые свидания проходят неудачно, и Даша нарушает правило тренинга «не встречаться с бывшим», назначив Фёдору свидание с фейкового аккаунта и тем самым потеряв шансы на воссоединение. После череды плохих свиданий с парнями из интернета, с ней знакомится друг Олега, с которым тоже ничего не выходит. А тридцатое, удачное, свидание предлагает сам Олег, с кем Даша и находит своё счастье.

## В ролях
- Наталия Медведева — Даша
- Никита Панфилов — Олег
- Дмитрий Богдан — Федя
- Сергей Аброскин — Коля Малышкин
- Ирина Гринёва — Вероника
- Данила Якушев — Марк
- Гарик Харламов — мент Моторин
- Никита Джигурда — владелец боулинга
- Сергей Баталов — морж
- Ольга Тумайкина — психолог
- Юрий Анпилогов — «Зая»
- Ян Цапник — Валерон
- Мария Капшукова — Лара
- Дмитрий Асташевич — Толик

## Критика
Кинокритик Евгений Ухов на «Film.ru» оценивает фильм как лёгкую и смешную комедию. Наталия Григорьева с «Кино-театр.ру» называет фильм поверхностным и сетует на слабый сценарий. Олеся Трошина пожаловалась на банальный и предсказуемый сюжет.